# リゴフ大通り駅
リゴフ大通り駅（リゴフおおどおりえき、ロシア語: станция «Лиговский проспект»、スタンツィヤ「リーガフスキー・プラスピェークト」）は、ロシアのサンクトペテルブルク市ツェントラーリヌイ区（中央区）リゴフ大通りにあるサンクトペテルブルク地下鉄の駅である。

## 接続路線

### 路面電車・バス・乗合タクシー
- 大通り東側、北寄り
  - スモーリヌイ聖堂方面： バス（26・54・65・74・76・91・141系統）
- 大通り東側、南寄り
  - ツルゲーネフ広場方面： 路面電車（16系統）
  - マリインスキー劇場方面： バス（3・16a系統）
- 大通り西側、北寄り
  - キャブレター工場方面： バス（16a系統）
  - モスクワ広場方面： バス（3系統）
- 大通り西側、南寄り
  - フルンゼ区方面： 路面電車（16系統）バス（54・74・76・91・141系統）
  - モスクワ広場方面： バス（26系統）
  - グトゥエフスキー島方面： バス（65系統）
- ラズエジャヤ通り沿い
  - ルイバツコエ方面： 乗合タクシー（170系統）

## 駅構造
地下66mに島式プラットホームがある地下駅である。コンコース・改札は地上にある。
- 東行：ドゥイベンコ通り方面
- 西行：スパスカヤ方面

## 利用状況
乗車人員は974,628人／月、32,021人／日である。

## 駅周辺
- ガレレヤ （ショッピングセンター）

## 歴史
- 1991年12月30日 地下鉄4号線 サドーヴァヤ（庭園駅・現在は5号線の駅）～アレクサンドルネフスキー広場間開通と同時に開業。

## 隣の駅
サンクトペテルブルク地下鉄
■4号線（右岸線）
ドストエフスキー - リゴフ大通り - アレクサンドルネフスキー広場